# August Jäger
August Jäger, född 21 augusti 1887 i Diez, död 17 juni 1949 i Poznań, var en tysk promoverad jurist och nazistisk politiker. Under andra världskriget var han Arthur Greisers ställföreträdare som riksståthållare i Reichsgau Wartheland och tillika ställföreträdande chef för civilförvaltningen. Kort efter krigsslutet greps Jäger av brittiska myndigheter och utlämnades 1946 till Polen. Han ställdes inför rätta, dömdes till döden och avrättades.